# Barrage de Doğancı
Le barrage de Doğancı est un barrage de Turquie sur le fleuve Nilüfer Çayı.

## Sources
- (en) Doğancı-1 Barajı Site de l'agence gouvernementale turque des travaux hydrauliques (DSİ)